# Dompierre-sur-Yon
Dompierre-sur-Yon é uma comuna francesa na região administrativa da Pays de la Loire, no departamento de Vendéia. Estende-se por uma área de 33,6 km². Em 2010 a comuna tinha 4 406 habitantes (densidade: 131,1 hab./km²).